# Nils Falk (konstnär)
Nils Falk, förmodligen född på 1670-talet, var en dalsländsk bildhuggare.
Falk fick burskap i Karlstad 1696. Han flyttade senare till gården Västra Bräcke i Ånimskogs socken. Falk är känd för sina altaruppsatser.